# K2-42
K2-42, EPIC 201155177 — одиночная звезда в созвездии Девы на расстоянии приблизительно 1307 световых лет (около 401 парсек) от Солнца. Визуальная звёздная величина звезды — +14,994m. Возраст звезды определён как около 5,771 млрд лет.
Вокруг звезды обращается, как минимум, одна планета.

## Характеристики
K2-42 — оранжевый карлик спектрального класса K5V, или K5. Масса — около 0,754 солнечной, радиус — около 0,717 солнечного, светимость — около 0,222 солнечной. Эффективная температура — около 4502 K.

## Планетная система
В 2016 году группой астрономов проекта «Кеплер» было объявлено об открытии планеты K2-42 b.